# Jibbed
Jibbed – dystrybucja typu Live CD systemu operacyjnego NetBSD stworzona przez Zafera Aydoğana.
Podstawowym środowiskiem graficznym jest Xfce, z którym dostarczany jest zestaw różnorodnego oprogramowania, m.in. Firefox, Pidgin, Abiword, Vim, Warmux.